# Ion Moraru (scriitor)
Ion Moraru (n. 9 martie 1929, Mîndîc, România – d. 9 octombrie 2019, Bălți, municipiul Bălți, Republica Moldova) a fost un scriitor și activist anticomunist român din Basarabia. A fost unul din fondatorii grupului antisovietic Sabia Dreptății și a fost prizonier politic în Uniunea Sovietică.

## Biografie
Ion Moraru s-a născut la 9 martie 1929, în Mîndîc, județul Bălți, Regatul României (azi în raionul Drochia, Republica Moldova). Ion Moraru și Petre Lungu au fost fondatorii organizației „Sabia Dreptății” din Bălți. Cu sediul în Liceul Pedagogic (fost Liceul „Ion Creangă”) din Bălți, acest grup de rezistență armată antisovietică a fost activ în oraș în timpul perioadei staliniste. Grupul „Sabia Dreptății” a fost descoperit de NKVD în 1947, iar membrii săi arestați. Timp de un an, Ion Moraru a fost întemnițat în același lagăr din Ekibastuz ca și Aleksandr Soljenițîn.
Ion Moraru a fost membru al Partidului Popular Creștin Democrat.

## Cărți
- Pustiirea, 2005[6][7]
- Treptele infernului, 2007[7]
- Fata cu miros de busuioc, 1990